# 日本トーター
日本トーター株式会社（にっぽんトーター）は、公営競技の運営やトータリゼータシステムおよび投票券発券機の製造を主な業務とする企業である。本社は東京都品川区東品川に所在。

## 概要
競艇の生みの親笹川良一の子である笹川堯が設立に関わった経緯から、多くのボートレース場においてトータリゼータシステムの導入・管理に携わってきた。その実績から競艇場だけでなく、現在約半数の公営競技場で同社の製品が使用されるに至っている。
また、総合運営と呼ばれる包括的民間委託（投票券発売、従業員管理、開催広告に至るまでの完全業務委託）を浜松オートレース場、豊橋競輪場等にて実施している。2007年度より西武園競輪場、大宮競輪場、青森競輪場の各競輪場やサテライト大阪などの競輪場外車券売場においても、同社が包括的民間委託を行うことになった（2008年度から函館競輪場、2012年度から佐世保競輪場、2014年度からは奈良競輪場、2015年11月20日からは別府競輪場(それ以前は富士通フロンテック)も）。
近年は公営競技場の総合運営の比重も強め、業種を製造業からサービス業に変更している。

## 主な製品
- トータリゼータシステム
- 窓口投票発券機
- 窓口投票払戻機
- 自動投票発券機
- 自動投票払戻機
- オッズ表示システム
- 座席指定システム
- 在席投票システム
- 総合運営（同社が商標登録している）

投票券と発券機の特徴として
- 場毎に組番文字のフォントが違う
- 買う点数（3点以下）により、券面に選手名が印字される
- 1軸流し投票、ボックス投票ができる
- 一部の場（岸和田競輪場等）でレース流し投票ができる
- 自動投票払戻機において払戻金を使い、そのまま次の投票をできる
- 10円、50円の投入ができる（発券専用機の場合、場により投入させない場合もある）

投票においては、マークカードを使用しないで投票できるちょっくん、キャッシュレスで投票できるeスマート倶楽部（函館競輪場）など他社では見られない製品も多い。また、システムにおいても競艇の関東地区相互払戻サービスや関西地区相互払戻サービス、大津びわこ競輪場と琵琶湖競艇場の相互払戻などを手がけている。
なお、同社ブランドの端末やシステムは、包括的業務提携先であるNECがOEM(相手先ブランド生産)によって生産を受託し、同社に供給され、各場に納入されている。

### 主な採用箇所
公営競技に特化しており、システムの導入実績が豊富で信頼性が高い事から多くの公営競技場に採用されている（ボートレース場・競輪場・オートレース場でシェア1位）。
- ボートレース江戸川、ボートレースからつ、ボートレース大村を除く全てのボートレース場（ボートレース江戸川、ボートレースからつ、ボートレース大村は富士通フロンテック製を採用。）なおボートレース尼崎の指定席エリア内限定キャッシュレス投票機は、富士通フロンテック製を採用していた。しかし本場リニューアル工事に伴い、一般席を含め日本トーター製キャッシュレス投票機が設置され、2020年11月18日より運用開始となった。
- 立川競輪場、取手競輪場[4]、大宮競輪場、前橋競輪場、青森競輪場、豊橋競輪場、奈良競輪場、別府競輪場[5]等の各競輪場(高松競輪場、小松島競輪場、松山競輪場は日本ベンダーネット製を採用)
- すべてのオートレース場（伊勢崎オートレース場は富士通フロンテックを採用していたが、2022年1月より機器更新）
- 金沢競馬場、高知競馬場の各競馬場
- ボートピアなんぶ、ボートピア岩間、ミニボートピア井原、ミニボートピア長洲等のボートレース場外発売場
- サテライト横浜、サテライト双葉、サテライト中越、サテライト新潟等の各競輪場外車券売場
- パルス高知、DASH福山駅前、DASH柳津等の各競馬場外馬券売場

三連勝単式等の新賭式導入の際に実績のある同社の製品を採用した箇所が多い。しかしその後、包括的民間委託を開始するにあたって、小倉競輪場では同社が提案コンペティションに敗れ、結果として他社製（富士通フロンテック）へ切り替わった。逆に山陽オートレース場のように包括的民間委託のコンペティションに勝利し、他社製（富士通フロンテック）から同社に切り替える個所もある。